# Grotta dell'Angelo (Sant'Angelo a Fasanella)
La Grotta dell'Angelo, o Grotta di San Michele Arcangelo, è una grotta di tipo rupestre che si trova nel comune di Sant'Angelo a Fasanella, in provincia di Salerno, in cui intorno all'XI secolo si è insediata una comunità religiosa appartenente all'ordine dei Benedettini.

## Chiesa rupestre
Dentro la grotta si trovano i resti mortali dell'abate Francesco Carocciolo, una cappella, sculture, affreschi trecenteschi, la statua in marmo di san Michele Arcangelo ed  un pozzo. La cappella che si può ammirare all'interno della grotta naturale è dedicata all'Immacolata; poco lontano si può vedere il pulpito dell'abate Francesco Carocciolo.